# Obuchow-Werk

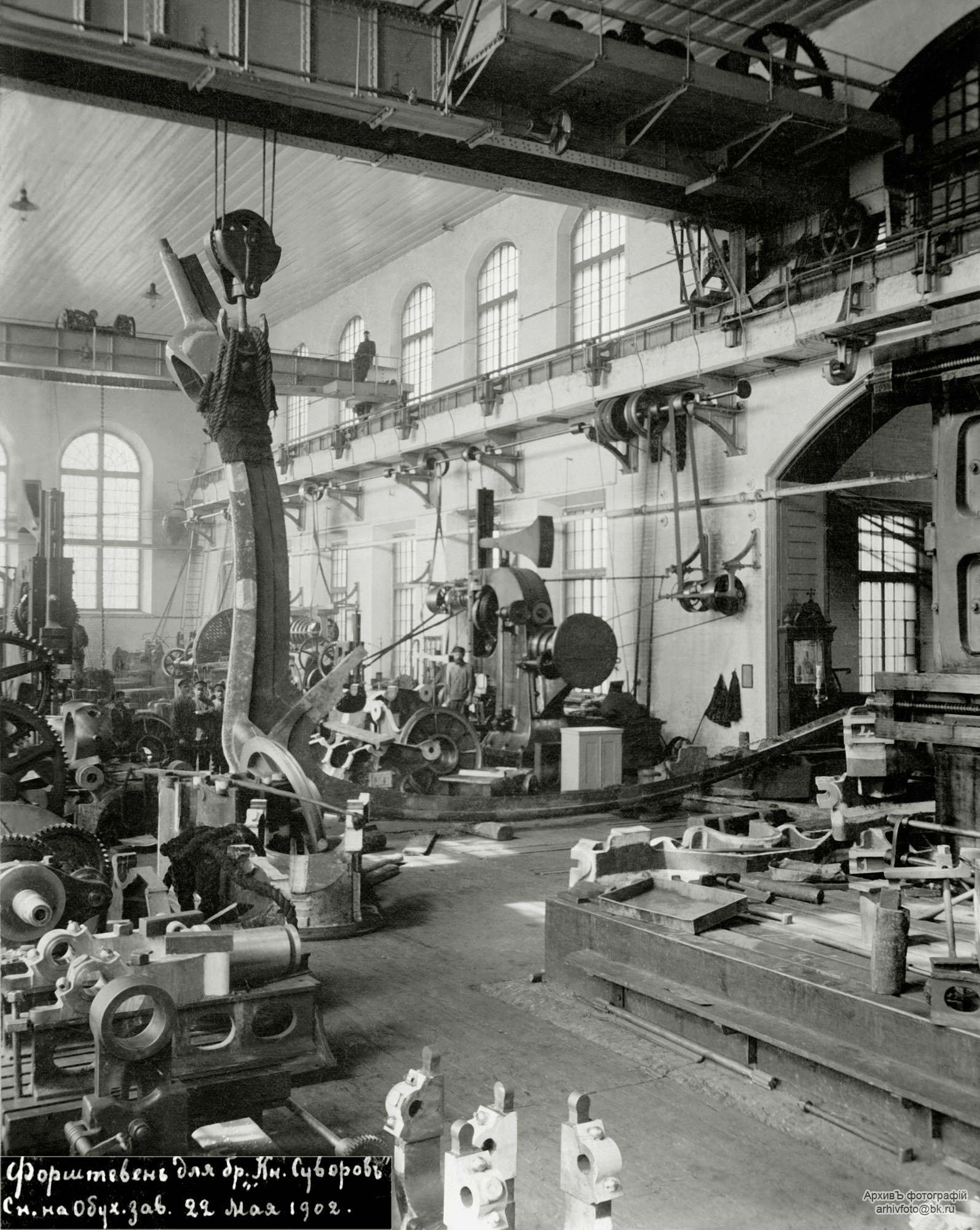
Obuchow-Werk im Jahre 1902

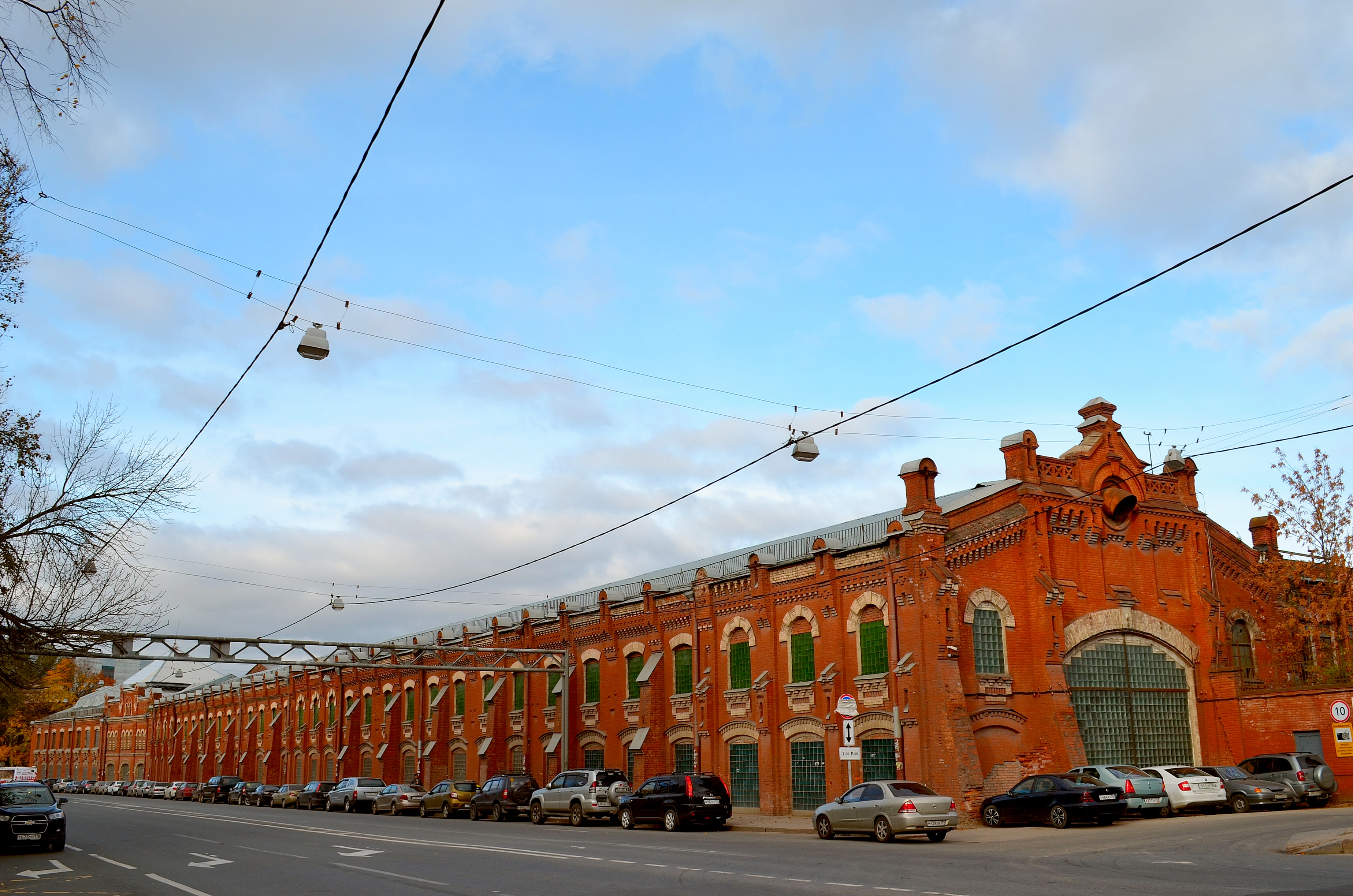
Ehemalige Waffenwerkstätten (2016)

Das Obuchow-Werk (russisch Обуховский завод) in Sankt Petersburg (Straßenadresse: Обуховской Обороны проспект 129) war einst eines der größten Unternehmen der russischen bzw. sowjetischen Rüstungsindustrie. Es wurde 1863 von den Ingenieuren Pawel Matwejewitsch Obuchow und Nikolai Iwanowitsch Putilow sowie dem Kaufmann S. G. Kudrjawzew gegründet. Mit Beschluss Kaiser Alexanders II. wurde Alexander Kolokolzow im November 1864 zum Leiter des Werks ernannt. Das Werk stellte Stahlerzeugnisse nach der Obuchow-Methode her und wurde zu einem nationalen Zentrum für Metallurgie. Hier arbeiteten und forschten Dmitri Tschernow und Alfons Rzeszotarski. Nach Obuchows Tod im Jahre 1869 wurde das Werk nach ihm benannt. Die Kaiserlich Russische Marine wurde 1886 offiziell der Eigentümer, obwohl sie es de facto schon seit den späten 1860ern war. Das Werk produzierte verschiedene Geschütze für die Kaiserlich Russische Marine und die Kaiserlich Russische Armee, von leichten Feldgeschützen bis zu schweren Geschützen. Für schwere Schiffsgeschütze – wie beispielsweise die 305-mm-L/52-Kanone M1907 – war Obuchow der alleinige Hersteller und genoss eine Monopolstellung. Die Waffen des Obuchow-Werks bildeten einen wesentlichen Teil der russischen Bewaffnung im Ersten Weltkrieg (1914–1918). Seit den 1890er Jahren fertigte das Werk Munition und Panzerplatten. Weitere Produkte waren Blankwaffen, Zeichengeräte, Drehwerkzeuge, Operationsbesteck, Achsen für Eisenbahnwagen und Wellen für Dampfschiffe. Nach der Oktoberrevolution im Jahre 1917 wurden in dem Werk Dampflokomotiven and Eisenbahnwagen repariert. 1922 folgte die Umbenennung in Bolschewik-Werk (Fabrik Nr. 232). Ab 1924 baute der Hersteller den Raupenschlepper Bolschewik. Für den Bau der Moskauer Metro (ab 1931) stellte das Werk verschiedene Komponenten, z B. Rolltreppen, her.
Zur Zeit der Weimarer Republik normalisierte sich die Beziehung zwischen Deutschland und der Sowjetunion; in den frühen 1930er Jahren wurde das Werk mit Hilfe deutscher Unterstützung modernisiert. Das Bolschewik-Werk war die Wiege der sowjetischen Panzerindustrie. In den 1920er Jahren war es fast für die gesamte Panzerproduktion der Sowjetunion verantwortlich. Der T-18, der erste in größerer Serie gebaute sowjetische Panzer, wurde von 1928 bis 1931 gebaut, seit 1930 der T-26. Um den Bau der Panzer zu beschleunigen, organisierte der Revolutionäre Kriegsrat das Bolschewik-Werk um: Die Panzerbausparte wurde 1932 in das neu gebaute Woroschilow-Werk (administrativ: Fabrik Nr. 174) ausgegliedert. Das Entwicklungsbüro für Panzer (OKMO) wurde als eigenständige Fabrik Nr. 185 (Kirow) aufgestellt.
In den 1930er Jahren wurden Schiffsgeschütze und die 76-mm-Divisionskanone M1902/30 produziert. Im Zweiten Weltkrieg wurde Leningrad von der deutschen Wehrmacht abgeriegelt (Leningrader Blockade). Das Bolschewik-Werk schwenkte auf die Reparatur von Geschützen um, außerdem wurden weiterhin Regimentskanonen produziert.
Nach dem Krieg produzierte das Werk Teile für Atomkraftwerke und war an verschiedenen Raumfahrtprogrammen beteiligt. 1992 kehrte man zu dem früheren Namen Obuchow-Werk zurück. Das Werk ist ein Tochterunternehmen des Rüstungskonzerns Almas-Antei (Stand 2018). Die Produkte sind Komponenten für die Ölindustrie, den Bergbau und die Elektrische Energietechnik, sowie eine große Bandbreite an Antennen für zivile und militärische Anwendungen.